# Lynyrd Skynyrd

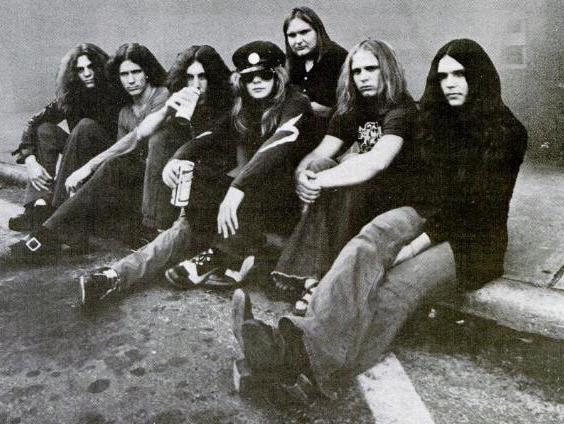
Lynyrd Skynyrd, 1973

Lynyrd Skynyrd (uttalas ”lenerd skinnerd” [ˌlɛnə(ɹ)d ˈskɪnə(ɹ)d]) är ett amerikanskt rockband bildat 1964 i Jacksonville, Florida, USA.
Lynyrd Skynyrd bildades av Ronnie Van Zant, som efter några tidigare misslyckade försök att starta ett band till slut hittade skolkamraterna och tillika gitarristerna Allen Collins och Gary Rossington. De började spela tillsammans under namnet My Backyard. Snart tillkom keyboardisten Billy Powell, trummisen Bob Burns och basisten Leon Wilkeson i sättningen och de ändrade sitt namn till Lynyrd Skynyrd, en förvrängning av namnet på deras gymnastiklärare Leonard Skinner. 
Nu följde några år av turnerande utan större framgångar fram till 1973, då bandet skrev kontrakt med MCA. Första albumet, (pronounced 'lĕh-'nérd 'skin-'nérd), följdes av en turné som förband till The Who och Lynyrd Skynyrd fick en trogen skara fans lagom till släppet av andra albumet, Second Helping. Skivan, som kom 1974, blev deras stora genombrott med singeln "Sweet Home Alabama". Bandet släppte därefter två skivor, Nuthin' Fancy och Gimme Back My Bullets, som inte blev några stora succéer. Under tiden byttes några medlemmar ut. Artimus Pyle ersatte Bob Burns och Ed King, som spelat med sedan inspelningen av Pronounced, slutade. 1976 kom live-skivan One More for the Road och förde upp bandet på listorna igen. Nu hade en ny gitarrist, Steve Gaines tillkommit, liksom tre körtjejer.
Den 17 oktober 1977 kom Street Survivors, deras sjätte skiva. Tre dagar senare (20 oktober) var bandet på väg till en spelning i Baton Rouge, Louisiana när planet de färdades i havererade utanför McComb, Mississippi. Ronnie Van Zant, Steve Gaines, Steves syster Cassie Gaines och bandets manager Dean Kilpatrick omkom. Haveriet ledde till att Street Survivors blev en stor succé, men de överlevande medlemmarna beslutade att lägga ned bandet.
Lynyrd Skynyrd återförenades 1987 med Ronnie Van Zants yngste bror Johnny Van Zant som sångare. Gruppen har sedan dess fortsatt att turnera med en uppsättning i ständig förändring och släppt en handfull plattor, bland annat julskivan Christmas Time Again. 2006 valdes bandet in i Rock and Roll Hall of Fame. De bandmedlemmar som inkluderades i intagningen var Ronnie Van Zant, Rickey Medlocke, Gary Rossington, Allen Collins, Ed King, Steve Gaines, Leon Wilkeson, Billy Powell, Bob Burns och Artimus Pyle.
Onsdagmorgonen den 28 januari 2009 avled keyboardisten Billy Powell i sitt hem i Florida; dödsorsaken tros vara hjärtproblem. Ean Evans avled den 6 maj samma år i cancer. Evans har spelat i bandet sedan 2001, då han ersatte Leon Wilkeson efter dennes död.
Den 5 mars 2023 dog Gary Rossington vid 71 års ålder, dödsorsak tros vara hjärtproblem.

## Diskografi
- 1973 – (pronounced 'lĕh-'nérd 'skin-'nérd)
- 1974 – Second Helping
- 1975 – Nuthin' Fancy
- 1976 – One More From The Road (Live)
- 1976 – Gimme Back My Bullets
- 1977 – Street Survivors
- 1978 – First And Last
- 1979 – Gold And Platinum
- 1982 – Best Of The Rest
- 1987 – Legend
- 1988 – Southern By The Grace Of God (Live)
- 1989 – Skynyrd's Innyrds
- 1991 – Lynyrd Skynyrd 1991
- 1991 – Lynyrd Skynyrd Box Set
- 1993 – The Last Rebel
- 1994 – Endangered Species
- 1997 – Twenty
- 1999 – Edge of Forever
- 2000 – Then and Now
- 2000 – Christmas Time Again
- 2003 – Vicious Cycle
- 2003 – Thyrty
- 2009 – God & Guns
- 2012 – Last of a Dyin' Breed